# 글리 (드라마)
글리(Glee)는 미국의 뮤지컬 코미디-드라마 텔레비전 시리즈로 오하이오 주 라이마에 있는 가상의 고등학교인 윌리엄 맥킨리 고등학교의 글리클럽 "뉴 디렉션"을 중심으로 전개 된다.
글리의 파일럿 에피소드는 2009년 5월 19일 아메리칸 아이돌 후속으로 방영되었으며, 2009년 9월 9일 첫 시즌의 방송이 시작되었다.
2009년 9월 21일 폭스는 공식적으로 글리에게 시즌 전체를 방영할 것이라고 발표했으며, 2009년 12월 9일 중간 시즌 피날레 이후 홀리데이 시즌과 밴쿠버 동계올림픽 관계로 4달간의 휴지기를 가진 뒤, 2010년 4월 13일부터 남은 아홉 개의 회차가 다시 방영되기 시작하였다.
봄 시즌 프리미어는 1,370만명의 시청자를 기록했는데, 이는 복귀 전보다 2배나 많은 수치였다.
2011년 5월 24일 시즌 2가 막을 내렸으며, 9월 20일부터 시즌 3이 방영되었고 2011년 3월 22일 종영됐다.
현재 시즌 4는 2012년 9월 13일날 방영되어서 2013년 5월 9일 종영되었다.
시즌 5와 시즌 6까지 계약이 완료된 상태며 시즌 5는 2013년 12월 5일 8화까지만 방영하다가 홀리데이 시즌과 소치 동계올림픽 관계로 3개월 동안 휴방하다가 2014년 2월 25일 9화부터 방영하였고 시즌 6으로 종영했다.

## 제작
글리의 제작자들인 라이언 머피, 브래드 팰척, 그리고 이언 브레넌은 처음에 글리를 영화로 만들려는 계획을 갖고 있었다. 라이언 머피는 글리의 음악을 선정하는데, 글리의 음악과 차트에서 히트한 음악 가운데서 중심을 잡고 있다. 글리에서 불리던 노래들은 아이튠즈 스토어를 통해 방송이 이루어진 주에 선보이며, 글리 앨범은 컬럼비아 레코드를 통해 발매되는데, 첫 번째 앨범 "Glee: The Music, Volume 1" 은 2009년 11월 3일에 발매되었다. 글리의 음악들은 천 삼백만회가 넘는 디지털 다운로드를 기록하고 5백만장의 앨범을 판매하는 등 상업적인 성공을 거두고 있다.

## 평가
글리는 평론가들로부터 일반적으로 긍정적인 평가를 받고 있으며, 또한 2010년 골든글로브 시상식에서 최우수 텔레비전 드라마 - 뮤지컬 코메디 부문을 수상했고, 여우주연상에 리아 미첼, 남우 주연상에 매튜 모린슨, 여우조연상에 제인 린치 등 3개 부문에 후보로 오르기로 했다. 2010년 에미 시상식에서는 제인 린치가 뮤지컬 코미디 부문 여우조연상, 닐 패트릭 해리스가 뮤지컬 코미디 부문 남자 게스트 스타상, 그리고 라이언 머피가 1회 파일럿 에피소드로 뮤지컬 코미디 부문 감독상을 수상하였다. 두 번째 시즌 역시, 골든글로브의 코미디/뮤지컬 부문 최우수 드라마를 포함하여, 매튜 모리슨, 제인 린치, 리아 미첼 그리고 크리스 콜퍼가 후보에 올라 이중 최우수 드라마와 제인 린치, 크리스 콜퍼가 수상하였다. 이 외에도 리아 미첼이 TIME지의 TIME100에 2010년 선정되고, 크리스 콜퍼가 2011년에 선정되는 등의 성과를 거두었다.

## 배우진과 등장인물

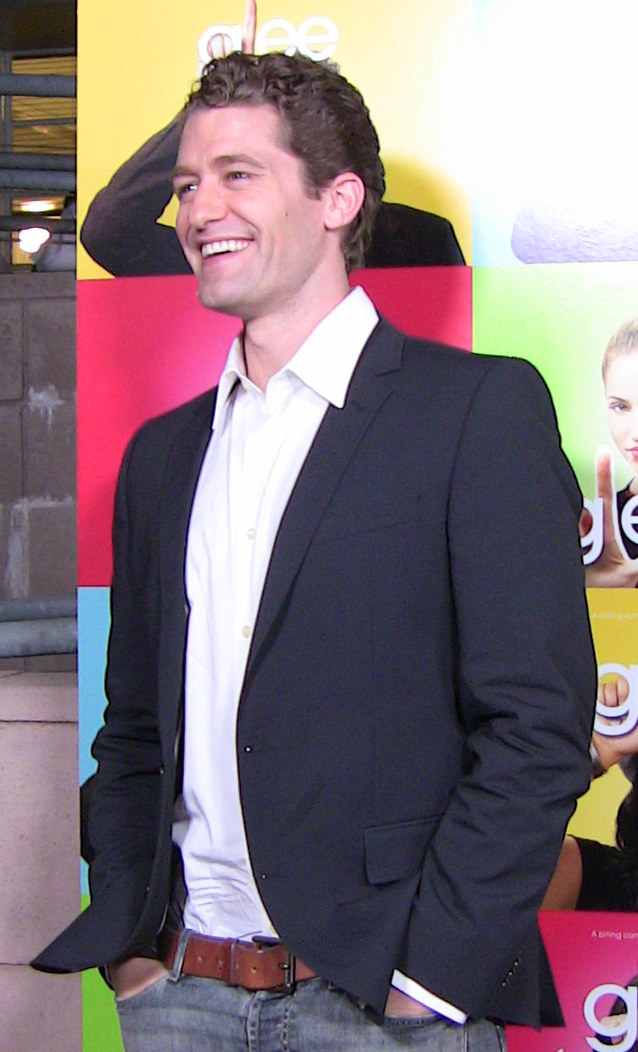
모리슨은 머피의 브로드웨이 방문 후 캐스팅 되었다.

글리의 캐스팅 당시, 라이언 머피는 연극에서 주로 활동했던 것으로 파악되는 배우들을 찾아다녔다. 그는 전통적인 방송사의 캐스팅 콜 대신, 브로드웨이에서 3개월을 보내며 헤어 스프레이와 피아자의 빛에 출연한 매튜 모리슨과, 스프링 어웨이크닝에 출연했던 레아 미셸, 왕과 나의 브로드웨이 리바이벌에 출연했던 제나 우쉬코빗즈를 발굴해내었다.
연극 무대에 대한 경험이 없는 배우들은 오디션에서 연기 뿐 아니라 본인의 춤과 댄스 능력을 입증해야 했다. 크리스 콜퍼는 아무런 전문 배우로서의 경험이 없었지만, 머피는 커트 험멜이라는 캐릭터를 그가 연기할 수 있도록 극에 추가하였다. 제이마 메이스는 록키 호러 픽쳐 쇼의 노래 Touch-a, Touch-a, Touch-a, Touch Me로 오디션을 보았고, 코리 몬테이스는 처음에는 그가 연기하는 모습만이 담긴 비디오만 제출했지만, 노래하는 모습이 담긴 두 번째 비디오를 제출할 것을 요구받았고, 이에 그는 REO 스피드왜건의 Can't Fight This Feeling을 불러서 제출하였다". 케빈 멕헤일은 보이밴드 출신으로, NLT라는 그룹의 멤버였는데, 그는 배우진들의 다양한 배경은 글리와 글리 안에서 다뤄지는 다양한 음악 범주를 반영한다고 말했다. 제인 린치는 원래 몇 회 정도 출연하는 역으로 설정되어 있었지만, 그가 출연하고 있던 ABC의 데이먼 웨이언스 파일럿이 취소되면서 시리즈의 정규 캐스팅 멤버로 합류하게 되었다. 배우진들은 글리의 아직 확정되지 않은 3개의 영화에 대해서도 계약을 마쳤지만 아직 이 영화들은 아무런 계획이 세워지지는 않았다.,

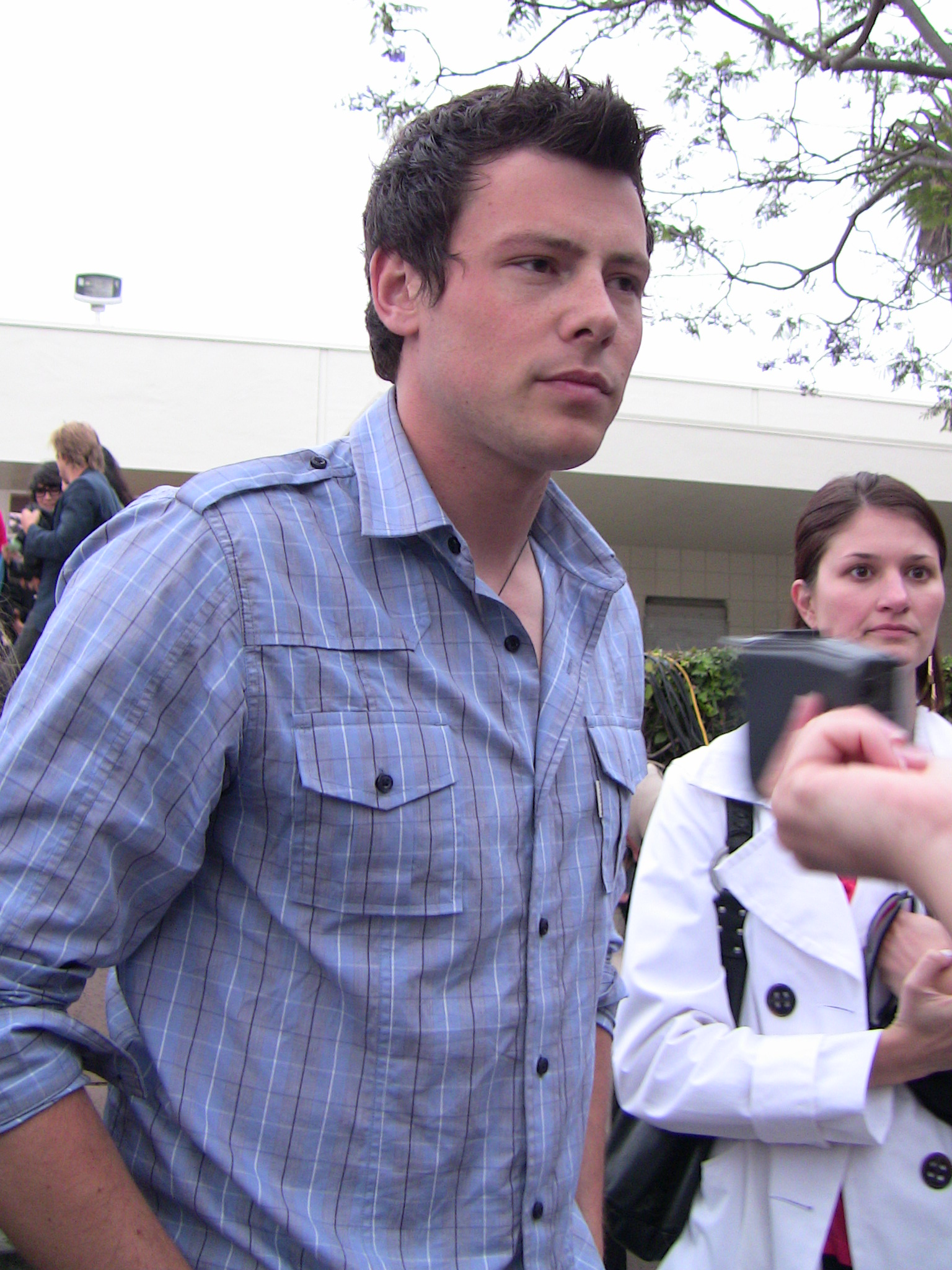
코리 몬테이스는 글리 클럽 멤버 핀 허드슨을 연기한다.

글리는 15개의 중심 인물이 등장한다. 매튜 모리슨은 매킨리 고등학교의 스페인어 선생님이자 향후 글리 클럽의 주임 교사가 되는 윌 슈스터 역을 맡았고, 제인 린치는 치어 리더팀 '치어리오스(Cheerios)'의 코치이자 글리 클럽의 가장 큰 적인 수 실베스터 역을 맡았다. 메이스는 윌에게 이성적으로 끌리는 강박 장애를 가진 학교내 상담사 엠마 필스베리 역을 맡았고, 그리고 재슬린 길식은 윌의 5년의 결혼 생활 끝에 거짓 임신으로 끝내 이혼하게 되는 윌의 전 부인 테리 슈스터 역할을 맡았다. 레아 미셸은 재능있는 글리클럽의 스타이지만 종종 치어리오스와 미식축구팀에게 종종 괴롭힘을 당하는 레이첼 베리 역을 맡았고, 코리 몬테이스는 학교 풋볼 팀의 스타 쿼터백이자, 글리 클럽에 조인함으로 인해서 친구들에게 배척받는 모험을 하게 되는 핀 허드슨 역을 맡았다. 또한 글리에는 앰버 라일리가 패션에 신경쓰며 백업 가수로 노래 부르는 것에 대해 속상해 하는 흑인 디바 캐릭터 머세이디스 존스 역을, 크리스 콜퍼가 게이 카운터 테너 역인 커트 험멜 역을 맡았다. 케빈 멕해일은 하반신 장애가 있는 기타 연주자 아티 에이브럼스 역을 맡았고, 제나 우쉬코빗즈는 가짜 대화 장애가 있는 아시아계 여학생 티나 코헨 챙 역할을 맡았다. 마크 샐링은 핀의 친구이자 풋볼 팀의 멤버이며, 처음에는 핀의 글리 클럽 활동을 용납하지 못하지만 후에 글리 클럽에 참여하게 되는 노아 퍼커맨 역할을, 다이애나 애그론은 핀의 치어리더 주장 여자친구이자 후에 글리 클럽에 조인하게 되는 퀸 파브레이 역할을 맡았다. 나야 리베라와 헤더 모리스는 원래는 몇 회 등장 예정이었던 치어리더이자 글리 클럽의 보컬리스트들인 산타나 로페즈와 브리트니 피어스 역할을 각각 맡아 2시즌에서 정규 배역으로 승진되었다. 마이크 오말리는 커트의 아버지 버트 험멜 역을 맡아 2시즌에서 정규 배역으로 승진되었다.
핀 허드슨 역의 코리 몬테이스는 2013년 7월 13일 약물 과다 복용으로 사망하였다. 참고로 극중에서도 핀 허드슨은 사망한 것으로 처리한 상태다.
| 이름              | 배역                         | 데뷔년도   | 탈퇴년도    | 특기사항 |
| ----------------- | ---------------------------- | ---------- | ----------- | --- |
| 매튜 모리슨       | 윌 슈스터                    | 2009년     |             | 폭력을 싫어하기로 유명함 시즌 3 중 20화 중간에 제인 린치가 연기 |
| 제인 린치         | 수 실베스터                  | 2009년     |             | 前치어리오스 코치 2010년 맥킨리 고등학교 교장으로 활동 시즌 3 중 20화 중간에 매튜 모리슨이 연기 |
| 제이마 메이스     | 엠마 필스버리                | 2009년     |             | 결벽증으로 유명함 시즌 5에서는 3, 10화에서만 참여 ('더 밀러스(CBS방영)' 출연) |
| 제슬린 길식       | 테리 슈스터 (테리 델 모니코) | 2009년     | 2012년      | 윌 슈스터의 前부인 2012년 탈퇴(개인사정) |
| 로렌 포터         | 베키 잭슨                    | 2009년     |             | 2009년 11월 데뷔 前치어리오스 멤버 2014년 맥킨리 고등학교 졸업 |
| 마이크 오말리     | 버트 험멜                    | 2009년     |             | 故핀 허드슨 & 커트 험멜의 아빠 시즌 5에서는 1, 3, 11, 15화에서만 참여 |
| 로미 로즈몬트     | 캐롤 허드슨 험멜             | 2009년     |             | 故핀 허드슨 & 커트 험멜의 엄마 시즌 5에서는 1, 3, 11화에서만 참여) |
| 이디나 멘젤       | 셸비 코코란                  | 2009년     | 2013년      | 레이첼 베리의 엄마 前보컬 아드레날린 코치 스케줄 문제로 시즌 2 불참 2013년 탈퇴(차기작 준비) |
| 패트릭 갤러거     | 켄 타나카                    | 2009년     | 2010년      | 前미식축구부 코치 2010년 탈퇴(개인사정) |
| 코리 몬테이스     | 핀 허드슨                    | 2009년     | 2013년      | 레이첼 베리의 애인(2009~2013년) 커트 험멜과 형제지간(2010~2013년) 특기는 드럼연주 시즌 3 중 20화 중간에 크리스 콜퍼가 연기 (파트너는 마크 샐링) 2012년 맥킨리 고등학교 졸업 2013년 7월 13일 故코리 몬테이스 사망에 따라 故핀 허드슨 역시 사망으로 처리                                                                                    |
| 마크 샐링         | 노아 퍼커맨(퍽)              | 2009년     |             | 취미는 기타연주 시즌 3 중 20화 중간에 대런 크리스가 연기 (파트너는 故코리 몬테이스) 2012년 맥킨리 고등학교 졸업 시즌 4에서는 2, 7, 8, 9, 10, 11, 14, 19화에서만 참여 (개인사정 & 스케줄 문제 & 휴가) 시즌 5에서는 3, 12, 13화에서만 참여                                                                                                  |
| 해리 슘 주니어    | 마이크 챙                    | 2009년     |             | 2009년 9월 데뷔 취미는 댄스 시즌 3 중 20화 중간에 새뮤얼 라슨이 연기 2012년 맥킨리 고등학교 졸업 시즌 4에서는 5, 6, 8, 9, 10, 14, 21, 22화에서만 참여 (스케줄 문제 & 차기작 준비) 시즌 5에서는 3, 12, 13화에서만 참여 |
| 크리스 콜퍼       | 커트 험멜                    | 2009년     |             | 2009년 9월 뉴디렉션으로 데뷔 시즌 1 중 前치어리오스 객원멤버 故핀 허드슨과 형제지간(2010~2013년) 2010~2011년 워블러로 파견 2011년 뉴디렉션 재영입 시즌 3 중 20화 중간에 故코리 몬테이스가 연기 (파트너는 제나 우쉬코빗즈) 2012년 맥킨리 고등학교 졸업→뉴욕팀으로 이적 前파멜라 랜즈베리 멤버                                              |
| 레아 미셸         | 레이첼 베리                  | 2009년     |             | 故핀 허드슨의 애인(2009~2013년) 시즌 3 중 20화 중간에 제나 우쉬코빗즈가 연기 (파트너는 새뮤얼 라슨) 2012년 맥킨리 고등학교 졸업→뉴욕팀으로 이적 前파멜라 랜즈베리 멤버 |
| 다이애나 애그론   | 퀸 파브레이                  | 2009년     |             | 前치어리오스 멤버 시즌 3 중 15~19화에서는 휠체어 탑승 (교통사고/18화에는 유일하게 불참) 시즌 3 중 20화 중간에 바네사 랭기스가 연기 2012년 맥킨리 고등학교 졸업 시즌 4에서는 8, 12, 14화에서만 참여 시즌 5에서는 12, 13화에서만 참여 |
| 앰버 라일리       | 메르세데스 존스              | 2009년     |             | 주특기는 고음 前치어리오스 객원멤버 2011년 트러블톤즈로 활동 시즌 3 중 20화 중간에 헤더 모리스가 연기 (파트너는 케빈 맥헤일) 2012년 맥킨리 고등학교 졸업 시즌 4에서는 5, 6, 8, 12, 14, 19, 21, 22화에서만 참여 (개인사정 & 스케줄 문제 & 휴가) 시즌 5 중 최다 파견멤버(1, 3화와 11~20화 참여) 시즌 5 중 14화부터 20화까지 뉴욕팀으로 파견 |
| 나야 리베라       | 산타나 로페즈                | 2009년     |             | 前치어리오스 멤버 2011년 트러블톤즈로 활동 시즌 3 중 20화 중간에 케빈 맥헤일이 연기 2012년 맥킨리 고등학교 졸업→뉴욕팀으로 이적 前 파멜라 랜즈베리 멤버 |
| 헤더 모리스       | 브리트니 피어스              | 2009년     |             | 2009년 9월 데뷔 前치어리오스 멤버 2011년 트러블톤즈로 활동 시즌 3 중 20화 중간에 앰버 라일리가 연기 시즌 5에서는 12, 13, 20화에서만 참여 2014년 맥킨리 고등학교 졸업 |
| 제나 우쉬코빗즈   | 티나 코헨 챙                 | 2009년     |             | 아시안계 1호 시즌 3 중 12화에는 유일하게 불참(스케줄 문제) 시즌 3 중 20화 중간에 레아 미셀이 연기 (파트너는 크리스 콜퍼) 시즌 4 중 前치어리오스 객원멤버 2014년 맥킨리 고등학교 졸업 |
| 케빈 멕헤일       | 아티 아브람스                | 2009년     |             | 역할상 휠체어 탑승 시즌 3 중 20화 중간에 나야 리베라가 연기 (파트너는 앰버 라일리) 2014년 맥킨리 고등학교 졸업→뉴욕팀으로 이적 5기 중 17, 18화에는 불참 (역할상 & '보이콰이어' 촬영) |
| 디종 달튼         | 맷 루터포드                  | 2009년     | 2010년      | 2009년 9월 데뷔와 동시에 뉴디렉션으로 파견 2010년 탈퇴(개인사정) 시즌 6 중 9화에서 파견 |
| 조나단 그로프     | 제시 세인트 제임스           | 2009년     | 2012년      | 시즌 1 중 뉴디렉션 객원멤버 前보컬 아드레날린 코치 2012년 탈퇴(개인사정) |
| 크리스틴 체노워스 | 에이프릴 로데스              | 2009년     | 2014년      | 윌 슈스터 선생님의 선배 2011년 잠정탈퇴(개인사정) 시즌 5에서는 12, 13화에서만 참여 2014년 3월 탈퇴(차기작 준비) |
| 애슐리 핑크       | 로렌 자이지스                | 2009년     | 2013년      | 2010~2011년 뉴디렉션으로 파견 (커트 험멜의 워블러 파견) 2013년 탈퇴(개인사정) |
| 닷 마리 존스      | 샤논 비스트                  | 2010년     |             | 미식축구부 코치(켄 타나카 후임) 시즌 5에서 파견 |
| 코드 오버스트리트 | 샘 에반스                    | 2010년     |             | 2010년 9월 데뷔 취미는 기타연주 시즌 3 중 8화에서 재영입(개인사정) 시즌 3 중 20화 중간에 다미안 맥긴티가 연기 2014년 맥킨리 고등학교 졸업→뉴욕팀으로 이적 시즌 5 중 18화에서는 유일하게 불참(개인사정) |
| 채리스 펨핀코     | 선샤인 코라존                | 2010년     | 2011년      | 2010년 9월 데뷔 前보컬 아드레날린 멤버 2011년 탈퇴(개인사정) |
| 대런 크리스       | 블레인 앤더슨                | 2010년     |             | 2010년 워블러로 데뷔 2011년 9월 뉴디렉션으로 이적 시즌 3 중 12화에는 유일하게 불참(11화 중 눈부상) 시즌 3 중 20화 중간에 마크 샐링이 연기 시즌 4 중 前치어리오스 객원멤버 2014년 맥킨리 고등학교 졸업→뉴욕팀으로 이적 |
| 기네스 펠트로     | 홀리 홀리데이                | 2010년     | 2014년      | 윌 슈스터의 병가로 인해 대리교사로 활동 시즌 5에서는 12, 13화에서만 참여 2014년 3월 탈퇴(개인사정) |
| 다미안 맥긴티     | 로리 플래너건                | 2011년     | 2012년      | 글리 프로젝트 출신 2011년 11월 데뷔 2011~2012년 뉴디렉션으로 파견(아일랜드 교환학생) 시즌 3 중 20화 중간에 코드 오버스트리트가 연기 2012년 12월 탈퇴(개인사정) |
| 바네사 랭기스     | 슈가 모타                    | 2011년     | 2013년      | 2011년 9월 데뷔 2011년 트러블톤즈로 활동 2011~2013년 뉴디렉션으로 파견 시즌 3 중 20화 중간에 다이애나 애그론이 연기 2013년 탈퇴('믹솔로지(ABC방영)' 출연) 시즌 6 중 8화에서 파견 |
| 그랜트 거스틴     | 세바스찬 스미드              | 2011년     | 2013년      | 2011년 11월 데뷔 시즌 3부터 시즌 5 중 1화까지 워블러로 활동 남자 산타나로 유명함 2013년 9월 탈퇴(개인사정) |
| 새뮤얼 라슨       | 조 하트                      | 2012년     | 2013년      | 글리 프로젝트 출신 2012년 2월 데뷔 2012~2013년 뉴디렉션으로 파견 취미는 기타연주 시즌 3 중 20화 중간에 해리 셤 주니어가 연기 (파트너는 레아 미셀) 2013년 탈퇴(개인사정) |
| 알렉스 뉴웰       | 웨이드 '유니크' 아담스       | 2012년     |             | 글리 프로젝트 출신 2012년 4월 보컬 아드레날린으로 데뷔 같은해 9월 뉴디렉션으로 이적 시즌 5 중 14~20화에서는 불참(개인사정) |
| 멜리사 베노이스트 | 말리 로즈                    | 2012년     | 2014년      | 2012년 9월 데뷔 차세대 레이첼 베리 2014년 3월 탈퇴(개인사정) |
| 베카 토빈         | 키티 와일드                  | 2012년     |             | 2012년 9월 데뷔 前치어리오스 멤버 차세대 퀸 파브레이 시즌 5 중 14~20화에서는 불참(非뉴욕팀) |
| 제이콥 아티스트   | 제이크 퍼커맨                | 2012년     | 2014년      | 2012년 9월 데뷔 차세대 노아 퍼커맨(퍽) 노아 퍼커맨(퍽)과 형제지간 2014년 3월 탈퇴(개인사정) |
| 케이트 허드슨     | 카산드라 줄라이              | 2012년     | 2013년      | 前NIYADA 교수로 활동 2013년 탈퇴(스케줄 문제) |
| 딘 가이어         | 브로디 웨스톤                | 2012년     | 2013년      | 前뉴욕팀 멤버 2013년 탈퇴(개인사정) |
| 블레이크 제너     | 라이더 린                    | 2012년     | 2014년      | 글리 프로젝트 출신 2012년 11월 데뷔 2014년 3월 탈퇴(개인사정) |
| 아담 램버트       | 엘리엇 길버트(스타차일드)    | 2013년     | 2014년      | 2013년 11월 데뷔 前파멜라 랜즈베리 멤버 2014년 4월 탈퇴(음악활동) |
| 데미 로바토       | 다니                         | 2013년     | 2014년      | 2013년 11월 데뷔 前파멜라 랜즈베리 멤버 2014년 탈퇴(음악활동) |
| 에린 웨스트브룩   | 브리                         | 2013년 9월 | 2013년 11월 | 2013년 9월 데뷔 前치어리오스 멤버 2013년 11월 탈퇴(개인사정) |